# مارك نيلسون (عالم بيئة)
مارك نيلسون (بالإنجليزية: Mark Nelson)‏ هو عالم بيئة أمريكي، ولد في 29 مايو 1947 في بروكلين في الولايات المتحدة.

## وصلات خارجية
- مارك نيلسون على موقع IMDb (الإنجليزية)